# فايف-أو (من الأفضل الاتصال بسول)
«فايف-أو» (بالإنجليزية: Five-O)‏ هي الحلقة السادسة للموسم الأول من مسلسل إيه إم سي التلفزيوني الدرامي من الأفضل الاتصال بسول، المسلسل يُعتبر بادئة من مسلسل اختلال ضال. تم بث الحلقة في 9 مارس 2015 على قناة إيه إم سي بالولايات المتحدة. خارج الولايات المتحدة، تم عرض الحلقة لأول مرة على خدمة البث نتفليكس في عدة بلدان.

## الاستقبال
عند بثها، تلقت الحلقة 2.57 مليون مشاهد أمريكي، ونسبة 18-49 من 1.3.

## وصلات خارجية
- «فايف-أو» على إيه إم سي (بالإنجليزية)
- «فايف-أو» على قاعدة بيانات الأفلام على الإنترنت (بالإنجليزية)